# خالد مسعود الفهيد
خالد مسعود الفهيد (1929) - (1992) نائب ووزير كويتي سابق في مجلس الأمة الكويتي.

## الحياة الشخصية
ولد خالد مسعود الفهيد في مدينة الكويت من عام 1929، وبدأ تعليمه في المدرسة المباركية ثم في المدرسة الشرقية وبعد التخرج بدا حياته العملية مدرسا في مدرسة المثنى عام 1948، ثم إنتقل الي التدريس  في مدرسة في المرقاب ، حتي رقي الي وظيفة ناظر لمدرسة قتيبة عام 1953، وأصبح بعدها مديرا لنادي المعلمين ، كما أنتخب سكرتيرآ لإتحاد الاندية عام 1956، وخلال تلك النشاطات حمل مسؤولية انشاء التلفزيون في الوقت الذي كانت هناك شركة تديره ثم إستقال من هذا المنصب وعاد الى وزارة التربية ناظرا لمدرسة الخليل بن احمد عام 1960.

## المساهمات والمناصب
- رئيس جمعية المعلمين عام 1968.
- رئيس تحرير مجلة الرائد عام 1969.
- عضو مجلس الأمة الكويتي عام 1971.
- ساهم في انشاء جامعة الكويت بعد أن تولى وزارة التربية.
- تنبى معهدي المعلمين والمعلمات وان تكون الدراسة بهما لمدة أربع سنوات.
- ادخل المجال المهني في التعليم الثانوي.
- تعلم في المدرسة المباركية ثم في المدرسة الشرقية.
- إشترك في دورة تدريبية في القاهرة عام 1950.
- إشترك في دورة اخرى في بيروت لمدة ثلاثة أشهر في الجامعة الامريكية عام 1951.

## السيرة السياسية
خاض انتخابات مجلس الأمة الكويتي 1963 في الدائرة الخامسة، وحصل على 1046 صوت وحل بالمركز الثاني وفاز بالانتخابات، وشارك في انتخابات مجلس الأمة الكويتي 1967 في الدائرة الخامسة، وحصل على 1308 صوت وحل بالمركز الأول وفاز بالانتخابات، ولكنه رفض المقعد، وشارك في انتخابات مجلس الأمة الكويتي 1971 في الدائرة الخامسة، وحصل على 1340 صوت وحل بالمركز الأول وفاز بالانتخابات، وشارك في انتخابات مجلس الأمة الكويتي 1975 في الدائرة الخامسة، وحصل على 484 صوت وحل بالمركز الرابع وفاز بالانتخابات، وشارك في انتخابات مجلس الأمة الكويتي 1981 في الدائرة السابعة، وحصل على 223 صوت وحل بالمركز الرابع وخسر بالانتخابات، وشارك في انتخابات مجلس الأمة الكويتي 1985 في الدائرة الرابعة عشر، وحصل على 495 صوت وحل بالمركز الرابع وخسر بالانتخابات.

## عمله الوزاري
عين وزيرا الكهرباء والماء  في عام 1963 في الحكومة الثانية، وعين أيضا وزيرا للتربية والتعليم في عام 1964 في الحكومة الثالثة، وفي يناير 1965 عين وزيرا للتربية والتعليم في الحكومة الرابعة، وفي ديسمبر 1965 عين وزيرا للتربية والتعليم في الحكومة الخامسة.

## نشاطه الرياضي
كان عضو في مجلس إدارة نادي القادسية الكويتي، وأصبح بعدها رابع رئيس لنادي القادسية الكويتي، وهو أول رئيس يقوم بترأس النادي لفترتين متقطعتين  منذ عام 1963 وحتى عام 1965، وفي موسم 1967 - 1968